# Лі Нін
Лі Нін (кит. спр. 李宁, піньїнь: Lǐ Níng, нар. 8 вересня 1963, Лючжоу, Гуансі-Чжуанський автономний район) — китайський гімнаст і підприємець, триразовий олімпійський чемпіон 1984 року.

## Життєпис
Народився 8 вересня 1963 року в Лючжоу у чжуанській сім'ї. Його батько був учителем музики, тому змалку почав розвивати у сина хист до музики. Коли через травму голосових зв'язок Лі Нін на кілька днів утратив змогу співати, він вирішив почати займатися на турніку. Потім активно захопився гімнастикою і вже 1971 року у віці 8 років потрапив у команду Гуансі-Чжуанського автономного району зі спортивної гімнастики.
Із 1980 року виступає у складі збірної Китаю. 1982 року на 6-му Кубку світу зі спортивної гімнастики в Загребі завоював шість золотих медалей із сімох, завдяки чому здобув титул «принца гімнастики».

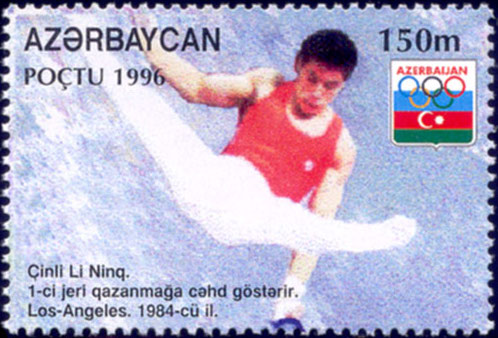
На поштовій марці Азербайджану, 1996

Лі найсильніше відзначився на літніх олімпійських іграх 1984 року, вигравши 6 медалей, у тому числі 3 золоті (у вільних вправах, на коні і кільцях) та 2 срібні.
1988 року Лі завершив спортивну кар'єру, а в 1990 заснував компанію під своїм ім'ям «Li Ning Company Limited», яка виготовляє спортивний одяг і взуття в Китаї. Є головою ради директорів.
2000 року Лі внесено у Міжнародний зал слави гімнастики, тим самим він став першим китайським спортсменом, який потрапив туди.
На церемонії відкриття олімпіади в Пекіні Лі Нін запалив смолоскип олімпійського вогню, злетівши під дах стадіону і «пробігши» коло в повітрі, підтримуваний тросами.
Лі отримав диплом бакалавра юридичних наук і MBA у Пекінському університеті (2002). Нині проживає у Гонконзі за програмою посвідки на проживання.
Є власна гімнастична школа на півдні КНР.

## Особисте життя
1993 року Лі Нін одружився з прославленою гімнасткою Чень Юньянь.